# 파이어폭스 (영화)
《파이어폭스》(Firefox)는 미국에서 제작된 클린트 이스트우드 감독의 1982년 스릴러, 모험 영화이다. 크레이크 토머스의 1977년 동명의 소설에 기반을 둔다. 클린트 이스트우드 등이 주연으로 출연하였고 클린트 이스트우드 등이 제작에 참여하였다.

## 줄거리
매하 6의 극초음속 비행이 가능하고, 레이더에 보이지 않으며, 생각으로 제어되는 무기를 탑재한 고도로 발전된 소련의 전투기인 MiG-31 (나토 코드명 "파이어폭스")를 훔치기 위한 영국-미국 합동 계획이 세워진다. 경험이 풍부한 조종사, 베트남 참전 용사, 모의 적군 비행대의 전직 일원, 전직 전쟁 포로인 은퇴한 미 공군 소령 미첼 간트가 이 임무에 적합하다고 판단된다. 공군 대위 부크홀츠가 간트의 알래스카 자택으로 예고 없이 헬리콥터 여행을 떠나 임무를 설명한다.
간트는 러시아인 어머니 덕분에 러시아어를 구사하는 능력과, 그 중 세 명이 전투기 자체를 개발하는 과학자들인 소련 반체제 인사 네트워크의 도움을 받는다. S.I.S.의 지시와 영국-미국 팀의 협력으로 간트의 임무는 소련에 침투하여 파이어폭스를 훔쳐 분석을 위해 우방국 영토로 다시 비행하는 것이다. 이 계획을 지휘하는 영국 스파이 마스터 케네스 오브리는 런던에서 간트에게 브리핑한다.
간트는 사업가이자 헤로인 밀수업자인 레온 스프라그로 위장하여 모스크바에 입성한다. 간트와 반체제 인사들은 실제 스프라그와 만난다. 그러나 간트는 충격적으로 그들 중 한 명이 스프라그를 죽이고 간트의 위조 신분증을 그에게 심는다. 간트는 임무 중 여러 신분을 가정한다. 그는 지하철역에서 KGB 요원에게 심문을 받지만, 자신을 노출시키고 싸움 중에 요원을 죽이고 간신히 역을 탈출한다. KGB는 파이어폭스에 대해 우려하지만, 아직 간트가 누구인지는 모른다. 반체제 인사들의 도움으로 간트는 KGB보다 한 발 앞서 파이어폭스 시제품이 삼엄한 경비를 받고 있는 빌랴르스크 공군 기지에 도착한다.
파이어폭스 개발에 참여하는 반체제 인사들이 간트가 기지에 침투하는 것을 돕는다. 반체제 과학자 중 한 명인 표트르 바라노비치는 간트에게 항공기에 대해 브리핑하지만, 격납고에 두 번째 시제품이 있다는 경고를 한다. 화재가 두 번째 비행기를 파괴하고 주의를 분산시켜 간트가 첫 번째 비행기로 탈출할 수 있도록 할 것이다. 간트는 소련 서기장이 방문하는 동안 시험 비행을 수행하도록 배정된 소련 조종사 유리 보스코프 중령을 기절시킨다. KGB는 마침내 간트의 신원을 알아내지만 때는 늦었다. 과학자들이 불을 지르지만 두 번째 시제품은 살아남는다. 바라노비치는 소련 요원들에게 지목되지만, 총에 맞아 쓰러지기 전에 권총으로 경비병 한 명을 쏜다. 혼란이 벌어지는 동안 간트는 파이어폭스에 탑승하여 격납고에서 활주로로 이동한다. 콘타르스키 대령은 부하들에게 발포 명령을 내리지만, 간트는 성공적으로 이륙한다. 소련 통신을 감시하던 영국-미국 팀은 그가 비행기를 이륙시켰다는 것을 깨닫는다.
소련 서기장은 간트에게 연락하여 비행기를 돌려줄 것을 요구한다. 간트가 거부하자, 그는 비행기를 파괴하라고 명령한다. 간트는 추격자들을 혼란시키기 위해 남쪽으로 비행하기 시작한 다음 북쪽으로 방향을 바꾼다. 그는 소련이 필사적으로 그를 막으려 하는 동안 조종석 음성 기록기에 자신의 행동을 녹음한다. 블라디미로프 장군은 파이어폭스를 위한 함정을 계획하지만, 간트는 대신 소련 비행기를 파괴하고, 서기장은 블라디미로프를 질책한다. 간트는 북극 해빙에 착륙한 후 연료를 보급받을 미군 잠수함으로 가는 유도 장치를 작동시킨다. 소련 함정이 미사일을 발사하지만, 비행기에 맞은 것은 없다. 간트는 잠수함에 도착하고, 승무원들이 파이어폭스에 연료를 보급하고 재무장시킨다. 그러나 간트가 보스코프를 살려둔 결정은 결과를 초래한다. 소련 조종사는 노르트캅 지역에서 그를 요격하라는 명령을 받고 두 번째 시제품을 조종한다. 간트가 집으로 비행하고 있을 때 보스코프가 나타나 그와 공중전을 벌인다. 치열한 전투 끝에 간트는 항공기의 생각 제어 시스템으로 후방 미사일을 발사하고, 보스코프의 비행기는 파괴된다. 영화가 끝나면서 간트는 안전하게 비행을 계속한다.

## 출연

### 주연
- 클린트 이스트우드

### 조연
- 프레디 존스
- 데이빗 허프만
- 워렌 클라크
- 로널드 레이시
- 케네스 콜리(영어판)
- 클라우스 뢰비치

## 기타
- 원작자: 크레이그 토머스
- 협력프로듀서: 폴 히치콕
- 미술: 엘레인 바바라 세더
- 미술: 존 그레이스마크